# Arcidiocesi di Bangalore

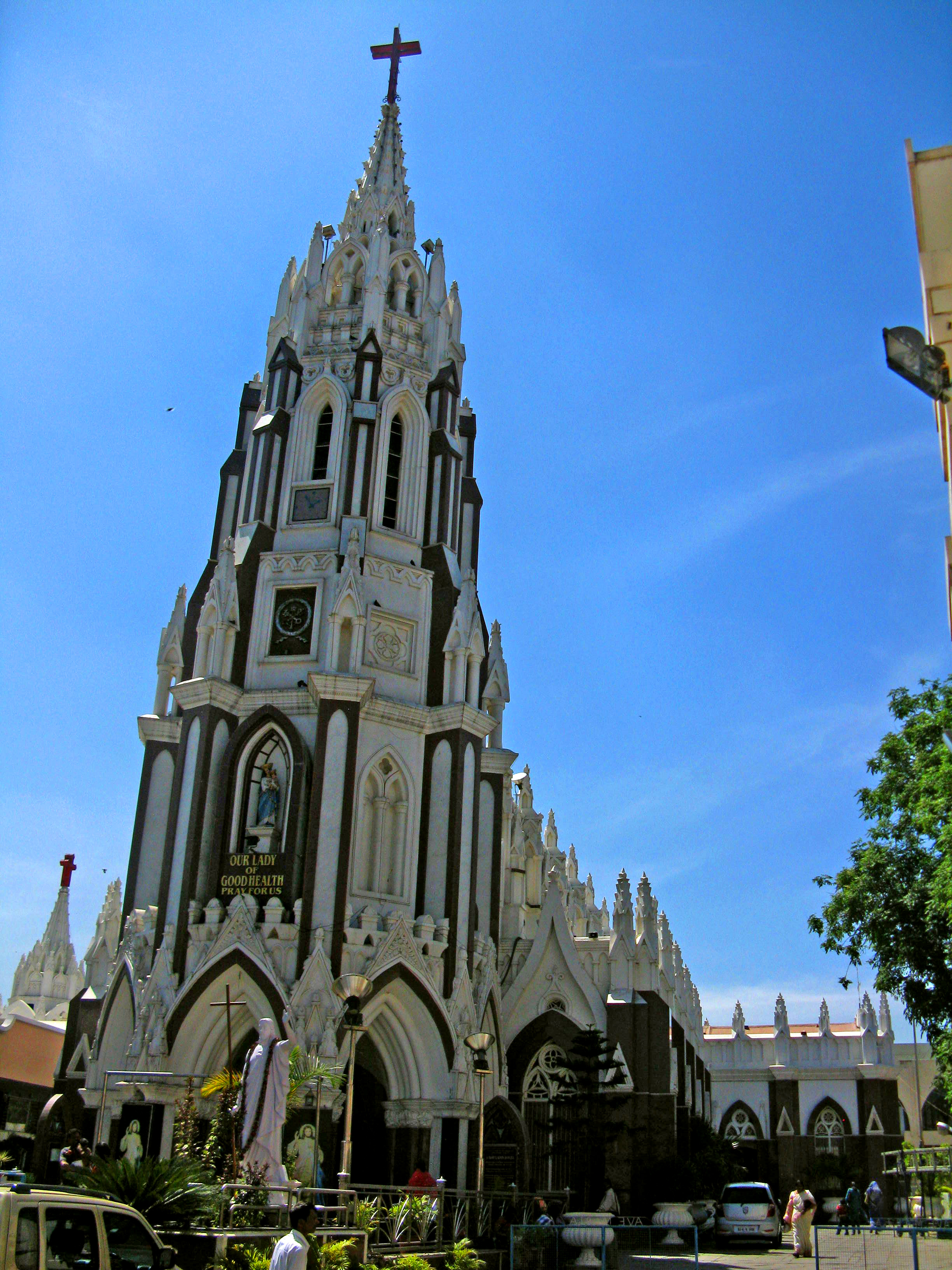
La basilica minore di Santa Maria a Bangalore.

L'arcidiocesi di Bangalore (in latino Archidioecesis Bangalorensis) è una sede metropolitana della Chiesa cattolica in India. Nel 2022 contava 360.561 battezzati su 17.165.595 abitanti. È retta dall'arcivescovo Peter Machado.

## Territorio
L'arcidiocesi comprende i distretti di Bangalore (urbano e rurale), Ramanagara, Chikballapur, Kolar e Tumkur nello stato di Karnataka in India.
Sede arcivescovile è la città di Bangalore, dove si trova la cattedrale di San Francesco Saverio. Nella stessa città sorgono l'ex cattedrale di San Patrizio e la basilica minore di Santa Maria.
Il territorio si estende su 27.123 km² ed è suddiviso in 126 parrocchie.

### Provincia ecclesiastica
La provincia ecclesiastica di Bangalore, istituita nel 1953, comprende le seguenti suffraganee:
- diocesi di Belgaum;
- diocesi di Bellary;
- diocesi di Chikmagalur;
- diocesi di Gulbarga;
- diocesi di Karwar;
- diocesi di Mangalore;
- diocesi di Mysore;
- diocesi di Shimoga;
- diocesi di Udupi.

## Storia
Bangalore fu la primitiva sede dei vescovi della diocesi di Mysore; cattedrale di questa diocesi era la chiesa di San Patrizio, dove furono sepolti i primi cinque vescovi di Mysore, appartenenti alla Società per le missioni estere di Parigi.
La diocesi di Bangalore fu eretta il 13 febbraio 1940 con la bolla Felicius increscente di papa Pio XII, ricavandone il territorio dalla diocesi di Mysore.
Il 19 settembre 1953 è stata elevata al rango di arcidiocesi metropolitana con la bolla Mutant res dello stesso papa Pio XII.
Il 14 novembre 1988 ha ceduto una porzione del suo territorio a vantaggio dell'erezione della diocesi di Shimoga.

## Cronotassi dei vescovi
Si omettono i periodi di sede vacante non superiori ai 2 anni o non storicamente accertati.
- Maurice-Bernard-Benoit-Joseph Despatures, M.E.P. † (13 febbraio 1940 - 6 settembre 1942 dimesso)
- Thomas Pothacamury (Pothakamuri) † (15 ottobre 1942 - 11 gennaio 1968 deceduto)
- Duraisamy Simon Lourdusamy † (11 gennaio 1968 succeduto - 30 aprile 1971 nominato segretario aggiunto della Congregazione per l'evangelizzazione dei popoli)
- Packiam Arokiaswamy † (6 dicembre 1971 - 12 settembre 1986 nominato arcivescovo, titolo personale, di Tanjore)
- Alphonsus Mathias † (12 settembre 1986 - 24 marzo 1998 dimesso)
- Ignatius Paul Pinto † (10 settembre 1998 - 22 luglio 2004 ritirato)
- Bernard Blasius Moras (22 luglio 2004 - 19 marzo 2018 ritirato)
- Peter Machado, dal 19 marzo 2018

## Statistiche
L'arcidiocesi nel 2022 su una popolazione di 17.165.595 persone contava 360.561 battezzati, corrispondenti al 2,1% del totale.
| anno | popolazione | popolazione | popolazione | presbiteri | presbiteri | presbiteri | presbiteri                | diaconi | religiosi | religiosi | parrocchie |
| anno | battezzati  | totale      | %           | numero     | secolari   | regolari   | battezzati per presbitero | diaconi | uomini    | donne     | parrocchie |
| ---- | ----------- | ----------- | ----------- | ---------- | ---------- | ---------- | ------------------------- | ------- | --------- | --------- | ---------- |
| 1950 | 76.716      | 4.700.000   | 1,6         | 91         | 66         | 25         | 843                       |         | 36        | 432       | 28         |
| 1959 | 95.027      | 6.200.000   | 1,5         | 183        | 78         | 105        | 519                       |         | 159       | 576       | 37         |
| 1970 | 133.827     | 6.257.670   | 2,1         | 261        | 103        | 158        | 512                       |         | 641       | 1.042     | 46         |
| 1980 | 193.043     | 8.596.000   | 2,2         | 290        | 94         | 196        | 665                       | 5       | 567       | 1.625     | 56         |
| 1988 | 262.350     | 13.446.500  | 2,0         | 372        | 94         | 278        | 705                       |         | 931       | 4.166     | 78         |
| 1999 | 278.323     | 19.437.773  | 1,4         | 537        | 98         | 439        | 518                       |         | 1.433     | 4.165     | 89         |
| 2000 | 332.120     | 19.437.773  | 1,7         | 572        | 100        | 472        | 580                       |         | 1.441     | 4.189     | 95         |
| 2001 | 347.250     | 19.437.773  | 1,8         | 586        | 97         | 489        | 592                       |         | 1.446     | 4.215     | 98         |
| 2002 | 358.390     | 19.437.773  | 1,8         | 570        | 100        | 470        | 628                       |         | 1.790     | 4.160     | 104        |
| 2003 | 361.835     | 20.186.450  | 1,8         | 596        | 94         | 502        | 607                       |         | 1.794     | 4.217     | 115        |
| 2004 | 365.100     | 20.192.840  | 1,8         | 608        | 97         | 511        | 600                       |         | 1.737     | 4.238     | 117        |
| 2006 | 406.182     | 27.557.000  | 1,5         | 1.632      | 102        | 1.530      | 248                       |         | 4.130     | 6.570     | 128        |
| 2012 | 425.000     | 29.890.000  | 1,4         | 1.434      | 124        | 1.310      | 296                       | 1       | 4.034     | 7.130     | 135        |
| 2015 | 436.600     | 16.768.000  | 2,6         | 1.461      | 129        | 1.332      | 298                       | 1       | 4.475     | 7.130     | 139        |
| 2018 | 526.400     | 17.388.540  | 3,0         | 1.467      | 135        | 1.332      | 358                       |         | 3.203     | 2.136     | 122        |
| 2020 | 392.240     | 17.776.200  | 2,2         | 1.473      | 141        | 1.332      | 266                       | 1       | 3.172     | 2.166     | 126        |
| 2022 | 360.561     | 17.165.595  | 2,1         | 581        | 149        | 432        | 620                       | 1       | 2.203     | 2.531     | 126        |